# .wf
.wf (Wallis e Futuna) é o código TLD (ccTLD) na Internet para a Wallis e Futuna.